# 八代郡 (甲斐國)
八代郡是日本甲斐国及山梨縣轄下的一个郡，下辖77村，已于1878年7月22日因郡區町村編制法制定而分割為東八代郡及西八代郡，並废除郡建置。

## 郡域
八代郡廢除時郡域包括以下區域。
- 笛吹市大部分（春日居町小松、春日居町国府、春日居町鎮目、春日居町山崎、春日居町松本以北除外）
- 甲府市一部分（笛吹川以南）
- 甲州市一部分（勝沼町上岩崎、勝沼町下岩崎、勝沼町藤井、大和町日影、大和町田野、大和町木賊）
- 中央市一部分（笛吹川以南）
- 南都留郡富士河口湖町一部分（西湖、精進、本栖、富士嶺）
- 南巨摩郡身延町一部分（富士川以東）
- 南巨摩郡南部町一部分（富士川以東）
- 南巨摩郡富士川町一部分（富士川以東）

## 概要
與巨麻郡（巨摩郡）、山梨郡、都留郡合稱甲斐四郡，除都留郡外三郡又叫作國中三郡。古籍《拾芥抄》有山代郡的記載，推測八代郡郡名就是源於山代郡。

## 歷史

### 近代沿革
- 《舊高舊領取調帳》記載了明治初年時八代郡的管轄範圍。（183村）
  - 後屬於東八代郡域（103村） - 石和代官所、市川代官所、田安德川家領
  - 後屬於西八代郡域（80村） - 市川代官所、田安德川家領
- 慶應四年
  - 五月二十四（1868年7月13日） - 田安德川家建藩——田安藩。
  - 九月初四（1868年10月19日） - 石和代官所、市川代官所管轄地分別改為石和縣、市川縣管轄。
  - 十月二十八（1868年12月11日） - 田安藩領以外的八代郡歸甲斐府管轄。
- 明治二年
  - 七月二十（1869年8月27日） - 甲斐府改名甲府縣。
  - 十二月二十六（1870年1月27日） - 田安藩廢藩。
- 明治三年
  - 舊田安藩領歸甲府縣管轄。
  - 十一月二十（1871年1月10日） - 甲府縣改名山梨縣。
- 明治四年（1871年）到明治九年（1876年）郡內町村進行合併整頓。（77村）
- 明治十一年（1878年）7月22日 - 郡區町村編制法制定，鵜飼村等42村劃給東八代郡、市川大門村等35村劃給西八代郡，同日八代郡消失。